# Martín de Riquer
Martín de Riquer y Morera, también Martí de Riquer i Morera, VIII conde de Casa Dávalos (Barcelona, 3 de mayo de 1914-Barcelona, 17 de septiembre de 2013), fue un medievalista español, doctor en Filología Románica y especialista en literatura trovadoresca.

## Biografía
Fue nieto del intelectual y artista Alexandre de Riquer. Indignado por la persecución religiosa en el bando republicano, Martín de Riquer se pasó a los sublevados en 1937 y fue combatiente requeté durante la guerra civil española. Como miembro del Tercio de Montserrat, extraordinariamente diezmado durante el conflicto, Martín de Riquer participó en la batalla del Ebro en el bando franquista. En un artículo publicado en  el semanario Destino al terminar la guerra, relató aquellos días: «Fuimos de los primeros en llegar para detener el avance rojo por tierras de Tarragona, y lo detuvimos, y los primeros también en reflejarnos en las aguas del Ebro». Antes de terminar la guerra había pasado a los servicios de Propaganda, enrolado en los cuales perdió el brazo derecho el último día del conflicto .
Luego ocupó cargos en la Delegación de Propaganda en la provincia de Barcelona y también ingresó en la Universidad de Barcelona en 1942 como profesor encargado de Literatura Española y ayudando más tarde al represaliado Joan Petit a reincorporarse a la misma. Posteriormente, durante este primer periodo del franquismo, Martín de Riquer ejerció como lector censor al servicio de Propaganda.
Ya en 1940 se había acercado a las poesías de Bernart de Ventadorn, traduciéndolas y poniéndolas al alcance de un público culto, igual que hizo unos años más tarde con las albas provenzales (1944) y, con la edición de Cerverí de Girona (1947). La necesidad de textos y de otros materiales didácticos para sus estudiantes le llevó a traducir y comentar las poesías de los más destacados trovadores del siglo XII (1948) y a elaborar un Resumen de literatura provenzal trovadoresca (1948). En 1950 ganó por oposiciones la cátedra de Historia de las literaturas románicas y comentario estilístico de textos clásicos y modernos románicos en la Universidad de Barcelona. Por entonces inicia su correspondencia con el romanista Dámaso Alonso. En 1952 publica Los cantares de gesta franceses (sus problemas, su relación con España), donde intentó conciliar las tesis individualistas y las tradicionalistas, entonces en plena efervescencia. Publicó también el segundo volumen de una Antología de textos literarios románicos medievales, dedicado a la materia de Bretaña (1952). Luego vendrían numerosos
artículos sobre esta materia que darían lugar a su traducción de Perceval o El cuento del Grial (1961). Su interés por el tema lo llevó a participar en el IV Congreso de la Société Internationale Arthurienne, que se celebró en Rennes (agosto de 1954), y allí coincidió con los profesores Rita Lejeune, Jean Frappier, Pierre Le Gentil y Omer Jodogne. El ejemplo de los estudiosos de la materia de Bretaña le sirvió para lanzar la iniciativa de realización de un primer congreso sobre épica, que tuvo lugar en Pamplona y Roncesvalles bajo los auspicios de la Universidad de Zaragoza gracias al impulso de Riquer y de José María Lacarra. En la clausura de aquellos coloquios se proclamó la creación de la Société Rencesvals,
que sería legalizada años más tarde. Además coescribió con José María Valverde una exitosa y muy reeditada Historia de la Literatura Universal (1957-1959). Y en 1958 publicó por primera vez su «Introducción a la lectura del Quijote», republicada en numerosas ocasiones de forma exenta como Aproximación al Quijote (1977) y los tres tomos de su monumental Los trovadores, historia literaria y textos fueron publicados en 1975 y después
reimpresos por Ariel en 1983 y 1989.
En cuanto a ediciones su labor fue igual de fructífera; ya se han mencionado algunas de trovadores catalanes, pero también hizo la del Tesoro de Sebastián de Covarrubias (1943), una antología de la prosa de fray Antonio de Guevara (1943), y su primera edición de la novela de Cervantes (1944); luego vendrán trabajos sobre Pedro Calderón de la Barca (1945) y Luis de Camões (1945), Luis de León (1946), el arcipreste de Talavera (1949), Juan de Mena (1949), el Cantar de mio Cid (1949)... Todo ello, antes de 1950, y alternando con trabajos sobre literatura catalana y provenzal. El Cavallero Zifar (1953), Francisco de Luque Faxardo (1955) o Don Juan Manuel (con Castro y Calvo, 1955), Triste deleytación (1956), Juan Boscán (con Comas y Molas, 1957), Fernando de Rojas (1957 y 1959) y un larguísimo etcétera. 
Fue miembro de número de la Real Academia Española desde 1965, sustituyendo a Federico García Sanchiz. Se dio la circunstancia de que fue el primer académico que se benefició de la reforma que ya no exigía como condición indispensable el residir en Madrid.
Asimismo, fue presidente de la Real Academia de Buenas Letras de Barcelona, miembro correspondiente de numerosas instituciones extranjeras y catedrático emérito de Literaturas Románicas de la Universidad de Barcelona. Con 99 años, era el miembro de la RAE más longevo y también el más veterano con gran diferencia, pues ingresó en dicha institución en 1965 y falleció en 2013.
Estudioso de la literatura en lenguas romances (sobre todo en el ámbito de las literaturas en occitano, francés, castellano y catalán), fue uno de los medievalistas más reconocidos del ámbito internacional. Destacan entre su abundante obra editorial y crítica los trabajos dedicados al Quijote (en especial su edición de la obra, considerada ya una de las clásicas), a la épica francesa, a la novela medieval, a los trovadores y al amor cortés, tema del que llegó a ser en vida la máxima autoridad, junto a su discípulo Albert Hauf. Meritoria es asimismo su Història de la literatura catalana.
Tras la restauración de la democracia, Martín de Riquer fue elegido senador por designación real en la Legislatura constituyente (1977–1979), originalmente en el grupo parlamentario Agrupación Independiente (cuyo portavoz era Justino de Azcárate) pasó al de Entesa dels Catalans, que agrupaba a la práctica totalidad de senadores elegidos por las provincias catalanas, en agosto de 1978. No volvió a tener actividad política tras el fin de la legislatura.
En 1990 fue Premio Internacional Menéndez Pelayo en su cuarta edición, en 1991 recibió el Premio Nacional de Ensayo que concede el Ministerio de Cultura de España, en 1997 Premio Príncipe de Asturias de Ciencias Sociales, y en 2000 fue Premio Nacional de las Letras Españolas.
Tal vez su mejor elogio se lo dispensó en 1965 Dámaso Alonso en su discurso de contestación al ingresar en la Real Academia Española:
Caso portentoso este de Martín de Riquer, preciso y riguroso en investigaciones de último pormenor, con capacidad a la par de intuición de grandes rasgos definidores de obras, escritores o épocas; que escribe para el más aquilatado especialista cuando hay que dirigirse a él, o, adaptándose, sin perder rigor científico, al público culto en general, cuando es a éste a quien hay que hablar [...] El público de Martín de Riquer son a veces media docena de sabios que han pasado su vida con las cabezas inclinadas sobre un acotado problema del fondo de la Edad Media; otras veces, amplias multitudes sedientas de que alguien —ese alguien que en tan pocos casos se encuentra— les sepa enseñar.

## Obra
- L'humanisme català (1388–1494) Barcelona: Barcino, 1934.
- Humanisme i decadència en les lletres catalanes Barcelona: Revista de Catalunya, 1934.
- Comentaris crítics sobre clàssics catalans Barcelona: Barcino, 1935.
- Manual de heráldica española Barcelona: Apolo, 1942.
- La lírica de los trovadores Madrid: CSIC, 1948 (refundido y ampliado en Los trovadores).
- Los cantares de gesta franceses, Madrid: Gredos, 1952.
- Historia de la literatura catalana, Barcelona: Ariel, 1964–1966 (múltiples reediciones).
- Historia de la literatura universal, Barcelona: Noguer, 1957–1959 (en colaboración con José María Valverde; múltiples reediciones en Planeta).
- Caballeros andantes españoles, Madrid: Espasa Calpe, 1967.
- L'arnès del cavaller: armes i armadures catalanes medievals, Barcelona: Ariel, 1968.
- Cavalleria: fra realtà e letteratura nel Quattrocento, Bari: Adriatica, 1968.
- Aproximación al Quijote, Salvat editores, 1969.
- El combate imaginario: Las cartas de batalla de Joanot Martorell, Barcelona: Seix Barral, 1972 (en colaboración con Mario Vargas Llosa).
- Los trovadores, Barcelona: Planeta, 1975 (múltiples reediciones en Ariel).
- Heràldica catalana des de l'any 1150 al 1550, Barcelona: Quaderns Crema, 1983.
- Vida i aventures de don Pero Maça, Barcelona: Quaderns Crema, 1984.
- Heráldica Castellana en tiempos de los Reyes Católicos, Quaderns Crema, 1986.
- Estudios sobre el Amadís de Gaula, Barcelona: Sirmio, 1987.
- Cervantes, Passamonte y Avellaneda, Barcelona: Sirmio, 1988.
- Cervantes en Barcelona, Barcelona: Sirmio, 1989 (reeditado en El Acantilado).
- Aproximació al Tirant lo Blanc, Quaderns Crema, 1990 (Premio Nacional de Ensayo)
- Tirant lo Blanch, novela de historia y de ficción, Barcelona: Sirmio, 1992; Acantilado, 2013.
- Les poesies del trobador Guillem de Berguedà, Barcelona: Quaderns Crema, 1996.
- Quinze generacions d'una família catalana, Barcelona: Quaderns Crema, 1998.
- Llegendes històriques catalanes, Barcelona: Quaderns Crema, 2000.
- Para leer a Cervantes, Barcelona: El Acantilado, 2003.
- Vida y amores de los trovadores y sus damas, Barcelona: El Acantilado, 2004.
- Vida i aventures del cavaller valencià don Pero Maça, Barcelona: Quaderns Crema, 2004.
- Reportajes de la Historia, Barcelona: El Acantilado, 2010 (en colaboración con Borja de Riquer).[11] ISBN 978-84-92649-74-7

Ediciones al cuidado de Martín de Riquer:
- Antoni Canals, Scipió e Anibal. De providència. De arra de ànima, Barcelona: Barcino, 1935.
- Jordi de Sant Jordi, Poesies, Barcelona: Catalònia, 1935 (reeditado en Edicions 62).
- Bernart de Ventadorn, Poesías, Barcelona: Yunque, 1940.
- Sebastián de Covarrubias, Tesoro de las lenguas castellana o española, Barcelona: Horta, 1943 (reeditado en Castalia).
- Miguel de Cervantes, Don Quijote de la Mancha, Barcelona: Juventud, 1944 (múltiples reediciones).
- Jacinto Verdaguer, L'Atlàntida, Barcelona: Ayuntamiento de Barcelona, 1946 (con E. Junyent).
- Pero Martínez, Obras, Barcelona: CSIC, 1946.
- Cerverí de Girona, El trovador Cerverí de Girona, Barcelona: Universidad de Barcelona, 1946.
- Joanot Martorell, Martí Joan de Galba, Tirant lo Blanc, Barcelona: Selecta, 1947.
- Joanot Martorell, Martí Joan de Galba, Tirante el Blanco: traducción castellana de 1511, Barcelona: Asociación de Bibliófilos, 1947–1949.
- Andreu Febrer, Poesies, Barcelona: Barcino, 1951.
- Gilabert de Próixita, Poesies, Barcelona: Barcino, 1954.
- Juan Boscán, Obras poéticas, Barcelona: Facultad de Filosofía y Letras, Universidad de Barcelona, 1957 (con Antoni Comas y Joaquim Moles).
- Chrétien de Troyes, Li contes del graal, Madrid: Espasa-Calpe, 1961.
- Guillem de Bergadá, Guillem de Berguedà, Espluga de Francolí: Abadía de Poblet, 1971 (reeditado en Quaderns Crema).
- Alonso Fernández de Avellaneda, Don Quijote de la Mancha, Madrid: Espasa-Calpe, 1972.
- Fernando de Rojas, La celestina, Madrid: Alfaguara, 1974.
- Alan Chartier, La belle dame sans merci, Barcelona: Quaderns Crema, 1983.
- La chanson de Roland. El Cantar de Roldán y el Roncesvalles navarro, Barcelona: El Festín de Esopo, 1983 (reeditado en El Acantilado).
- Chrétien de Troyes, El cuento del grial de Chrétien de Troyes y sus continuaciones, Barcelona: Sirmio, 1989 (reeditado en El Acantilado).
- Arnaut Daniel, Poesías, Barcelona: Quaderns Crema, 1994.
- Chrétien de Troyes, El cuento del grial de Chrétien de Troyes y sus continuaciones, Madrid: Siruela, 1995 (con Isabel de Riquer).

| Predecesor: John Huxtable Elliott   | 17º Premio Príncipe de Asturias de Ciencias Sociales 1997 | Sucesor: Pierre Werner Jacques Santer |
| Predecesor: Julio Caro Baroja       | 4º Premio Internacional Menéndez Pelayo 1990              | Sucesor: Pedro Laín Entralgo          |
| Predecesor: Federico García Sanchiz | Académico de la Real Academia Española Silla H 1965-2013  | Sucesor: Félix de Azúa Comella        |